# Enneagrama del quart camí
|  | Aquest article tracta sobre Enneagrama del quart camí. Vegeu-ne altres significats a «Enneagrama (desambiguació)». |

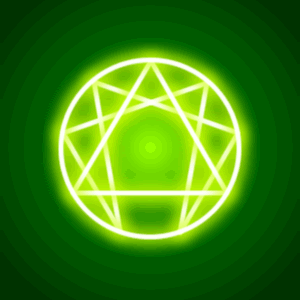
Enneagrama del quart camí

L'enneagrama del quart camí és una figura publicada en 1949 en el llibre de Peter Demianovich Ouspensky Fragments d'un ensenyament desconegut. Es tracta d'una part integral de l'anomenat quart camí, un sistema esotèric associat al pensament de George Gurdjieff.
El terme enneagrama prové del grec "ennea" (nou) i "grammos" (grafia). És aquest cas és un graf incomplet de 9 nodes.

## Figura de l'enneagrama
La figura està formada per tres parts:
- un cercle circumscrit a dues línies poligonals.
- un triangle equilàter intern,
- una línia poligonal autointersectant amb 6 vèrtexs (i 3 punts dobles).

En algunes tradicions espirituals esotèriques, el cercle simbolitza la unitat, el triangle intern simbolitza la "llei del tres" del quart camí, i la figura periòdica hexagonal representa la "llei del set" del quart camí.

## Interpretació
- La correcta interpretació de l'enneagrama es realitza en conjunt amb altres símbols geomètrics. El seu estudi per separat i si es fa una abstracció de la simbologia complementària (els 22 polígons inscrits) sol donar resultats ambivalents.
- El seu ús suposa l'estudi de la personalitat des de 9 tipologies diferents. Les 9 "categories", són extensibles a altres àrees, per exemple: tipus de cossos, tipus de patrons emocionals, tipus d'òrgans, descripció de processos fisiològics, el creixement d'un ésser viu, la divisió d'una cèl·lula, una conducta, etc.
- És un símbol "fisiològic", és a dir, explica com funciona alguna cosa i com evoluciona i com es desenvolupa aquest procés en particular. Els altres símbols que acompanyen són "morfològics", i mostren com és l'estructura de les coses contingudes en aquest Univers.
- No necessàriament ha de tenir el traçat que mostra la imatge ja que s'admeten també altres traços o línies de periodicitat que connecten els 9 "vèrtexs"; això depèn de l'objecte que es vulgui analitzar. De fet, l'enneagrama com apareix en l'article (derivat del VII) no és aplicable a tots els éssers humans. Per a una meitat de la humanitat el traçat és diferent (basat en el número XIII). Per això, per a l'estudi de la personalitat d'una persona, cal destriar si li correspon l'esquema derivat del VII (Home adànic) o del XIII (un antropoide).

## Origen
El seu origen pot provenir de l'estudi geomètric de certes propietats dels nombres (els 22 nombres majors, aquells que haurien de ser objecte de la numerologia)... doncs aquest era l'únic mètode accessible antigament ja que encara no s'havien desenvolupat completament les eines algebraiques i "decimals" que permeten una anàlisi més completa. És a dir, que els savis estaven obligats a pensar geomètricament. Per exemple, si observem la figura, només es necessita compàs i regla per dibuixar-la. Actualment, el mètode geomètric pot ser suplantat per l'algebraic que resulta més directe i menys enutjós i complicat.

## Estudi geomètric
Aquest estudi geomètric està basat en tres elements clau:
1. el Cercle (símbol de l'Eternitat),
2. la Llei de Tres (per a la creació), i
3. la Llei de Set o de l'Octava (per al funcionament del que s'ha creat).

El coneixement d'aquestes lleis i la seva aplicabilitat és decisiu per comprendre el mecanisme de l'enneagrama.
- La Gran Octava Còsmica està continguda en l'enneagrama: set notes + dos intervals (el mi-fa i si-do) plens = nou elements autònoms. El cicle es tanca en el sistema decimal (X= Vida, vibració perpètua), amb el Zero (cúspide del símbol) darrere del IX (=lletra), el do de la següent octava. (Per això no és tan correcte pensar que només són 9 elements).
- El sistema sexagesimal de 360 graus per a la circumferència, heretat dels babilonis (i sumeris, és a dir, IV mil·lenni a.C.), és crucial per a l'anàlisi.
- La utilitat principal i més noble que se li pot donar és perquè tracta els dos grans problemes de la humanitat, centre del seu drama: el problema de la vida (simbolitzat per VII= matèria vivent) i el problema de la mort (simbolitzat per XIII= caiguda, descomposició, detenció, mort).
- L'enneagrama no pertany a ningú (en tal cas, les claus de la seva revelació estan en possessió de la tradició). No és una religió (però ajuda a comprendre els cànons de les religions del llibre) ni tampoc una secta. No busca seguidors (ni detractors) però amb dificultat es pot enquadrar segons els criteris actuals de la "ciència"; caldria efectuar alguns càlculs probabilístics sobre algunes experiències i esperar una ampliació del perímetre científic. No es descarta el seu ús "terapèutic" en referència al procés de "autoconeixement" (però amb precaució i una guia), i pocs són els capacitats per a realitzar una anàlisi completa d'una situació particular (i molts els que es queden en la superfície).
- El traspàs d'orient a occident de la doctrina de l'enneagrama és principalment obra de Gurdjieff i els seus seguidors, però també Borís Muraviev, de manera independent, exposa el sistema de l'enneagrama en el marc de la doctrina i la tradició de l'ortodòxia oriental que és hereva de la via interna [esotèrica] del cristianisme primitiu. L'àmbit en el qual Muraviev desenvolupa l'enneagrama és molt més ampli que aquell que li donen els seguidors de Gurdjieff.